# 卡尔帕蒂·哲尔吉
卡尔帕蒂·哲尔吉（匈牙利語：Kárpáti György，1935年6月23日—2020年6月17日），匈牙利男子水球运动员。他曾代表匈牙利参加1952年、1956年、1960年和1964年夏季奥林匹克运动会水球比赛，共获得三枚金牌和一枚铜牌。